# Мон-Сен-Эньян (кантон)
Мон-Сен-Эньян  (фр. Mont-Saint-Aignan) — кантон во Франции, находится в регионе Нормандия, департамент Приморская Сена. Входит в состав округа Руан.

## Состав кантона
В состав кантона входят коммуны (население по данным Национального института статистики за 2018 г.):
- Девиль-Ле-Руан (10 461 чел.)
- Мон-Сен-Эньян (19 262 чел.)

## Политика
На президентских выборах 2022 г. жители кантона отдали в 1-м туре Эмманюэлю Макрону 34,7 % голосов против 22,8 % у Жана-Люка Меланшона и 15,2 % у Марин Ле Пен; во 2-м туре в кантоне победил Макрон, получивший 71,9 % голосов. (2017 год. 1 тур: Эмманюэль Макрон – 27,7 %, Франсуа Фийон – 24,3 %, Жан-Люк Меланшон – 19,8 %, Марин Ле Пен – 14,0 %. 2 тур: Макрон – 76,9 %. 2012 год. 1 тур: Николя Саркози — 30,5 %, Франсуа Олланд — 30,2 %, Марин Ле Пен — 12,3 %; 2 тур: Олланд — 52,2 %. 2007 год. 1 тур: Саркози — 32,6 %, Сеголен Руаяль — 27,9 %; 2 тур: Саркози — 52,6 %).
С 2015 года кантон в Совете департамента Приморская Сена представляют президент Совета, бывший первый вице-мэр города Мон-Сен-Эньян Бертран Белланже (Bertrand Bellanger) (сначала Разные правые, затем Вперёд, Республика!) и мэр этого же города Катрин Флавиньи (Catherine Flavigny) (Республиканцы).
|                | Кандидаты                        | Партия                   | Первый тур | Первый тур     | Второй тур | Второй тур |
| Кол-во голосов | Кандидаты                        | Партия                   | % голосов  | Кол-во голосов | % голосов  |            |
| -------------- | -------------------------------- | ------------------------ | ---------- | -------------- | ---------- | ---------- |
|                | Бертран Белланже Катрин Флавиньи | Правый блок              | 3 048      | 48,20          | 3 700      | 60,00      |
|                | Венсан Дюшоссуа Элизабет Лер     | Левый блок               | 1 731      | 27,38          | 2 467      | 40,00      |
|                | Фредерик Буке Констанс Комон     | Национальное объединение | 886        | 14,01          |            |            |
|                | Кристин Леклерк Йоан Ридес       | Коммунистическая партия  | 658        | 10,41          |            |            |

|                | Кандидаты                             | Партия                  | Первый тур | Первый тур     | Второй тур | Второй тур |
| Кол-во голосов | Кандидаты                             | Партия                  | % голосов  | Кол-во голосов | % голосов  |            |
| -------------- | ------------------------------------- | ----------------------- | ---------- | -------------- | ---------- | ---------- |
|                | Бертран Белланже Катрин Флавиньи      | Правый блок             | 3 554      | 37,51          | 4 775      | 55,01      |
|                | Мари-Франсуаза Грене Патрис Колас     | Социалистическая партия | 2659       | 28,07          | 3906       | 44,99      |
|                | Жан-Клод Гайяр Жослин Гияр            | Национальный фронт      | 1657       | 17,49          |            |            |
|                | Паскаль Магоару Стефани Талеб-Траншар | Европа Экология Зелёные | 745        | 7,86           |            |            |
|                | Мартин Жет Мохамед Яа                 | Левый фронт             | 700        | 7,39           |            |            |
|                | Валери Боше Ален Рету                 | Разные правые           | 159        | 1,68           |            |            |